# 巌根駅

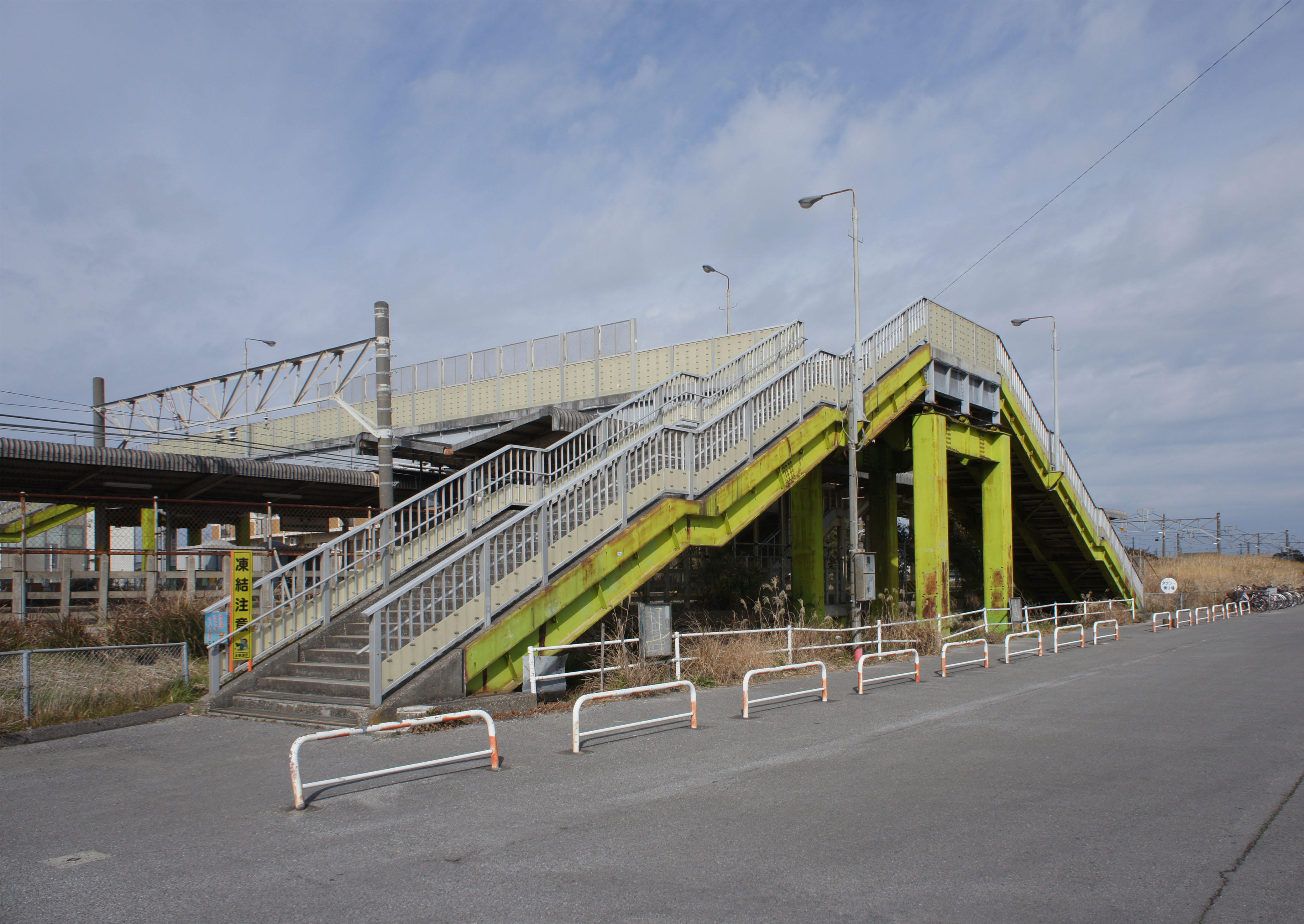
駅東側連絡橋（2022年1月）

巌根駅（いわねえき）は、千葉県木更津市岩根三丁目にある、東日本旅客鉄道（JR東日本）内房線の駅である。

## 歴史
第2海軍航空廠（現在の航空自衛隊木更津分屯基地）を開設した、大日本帝国海軍より設置を要請され開業した。

### 年表
- 1941年（昭和16年）11月20日：国鉄房総西線の駅として開業する[1]。
- 1972年（昭和47年）7月15日：路線名称変更に伴い、内房線の駅となる[1]。
- 1987年（昭和62年）4月1日：国鉄分割民営化に伴い、東日本旅客鉄道（JR東日本）の駅となる[1]。
- 1995年（平成7年）10月21日：自動改札機を設置し、供用開始[2]。
- 2001年（平成13年）11月18日：ICカード「Suica」の利用が可能となる[広報 1]。
- 2007年（平成19年）
  - 3月24日：この日をもってみどりの窓口が営業を終了。
  - 3月25日：「もしもし券売機Kaeruくん」の営業を開始する。
- 2008年（平成20年）10月24日：発車メロディを導入する。
- 2012年（平成24年）2月23日：「もしもし券売機Kaeruくん」の営業を終了する。
- 2015年（平成27年）3月14日：京葉線直通の快速列車が停車を開始[3]。
- 2024年（令和6年）
  - 1月16日：岩根人道跨線橋にエレベーターを設置[4]。
  - 12月5日：西口を自動改札機から簡易Suica改札機に変更。
  - 12月14日：東口の新設[5][6]。

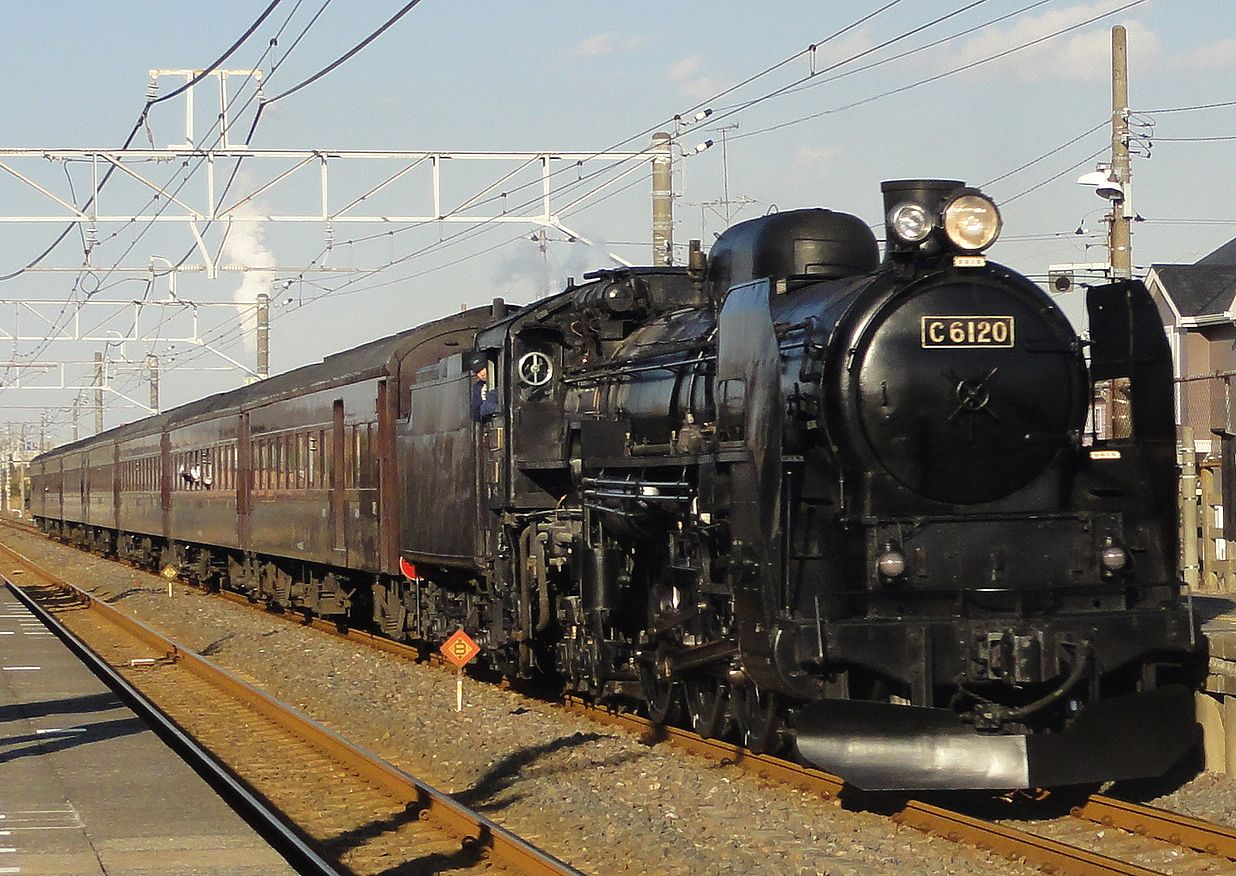
国鉄C61形蒸気機関車（2012年2月）
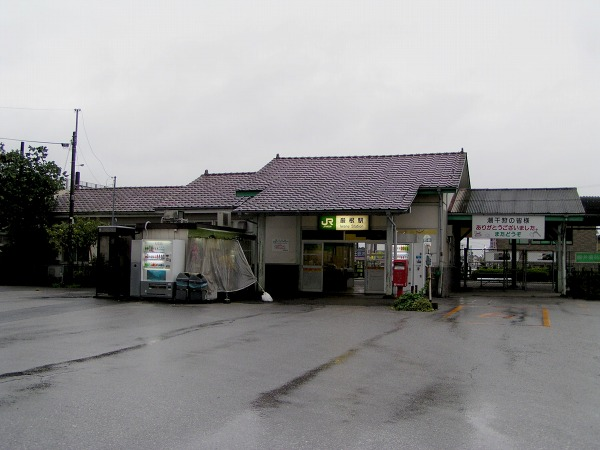
駅前広場整備前の駅舎（2005年10月）
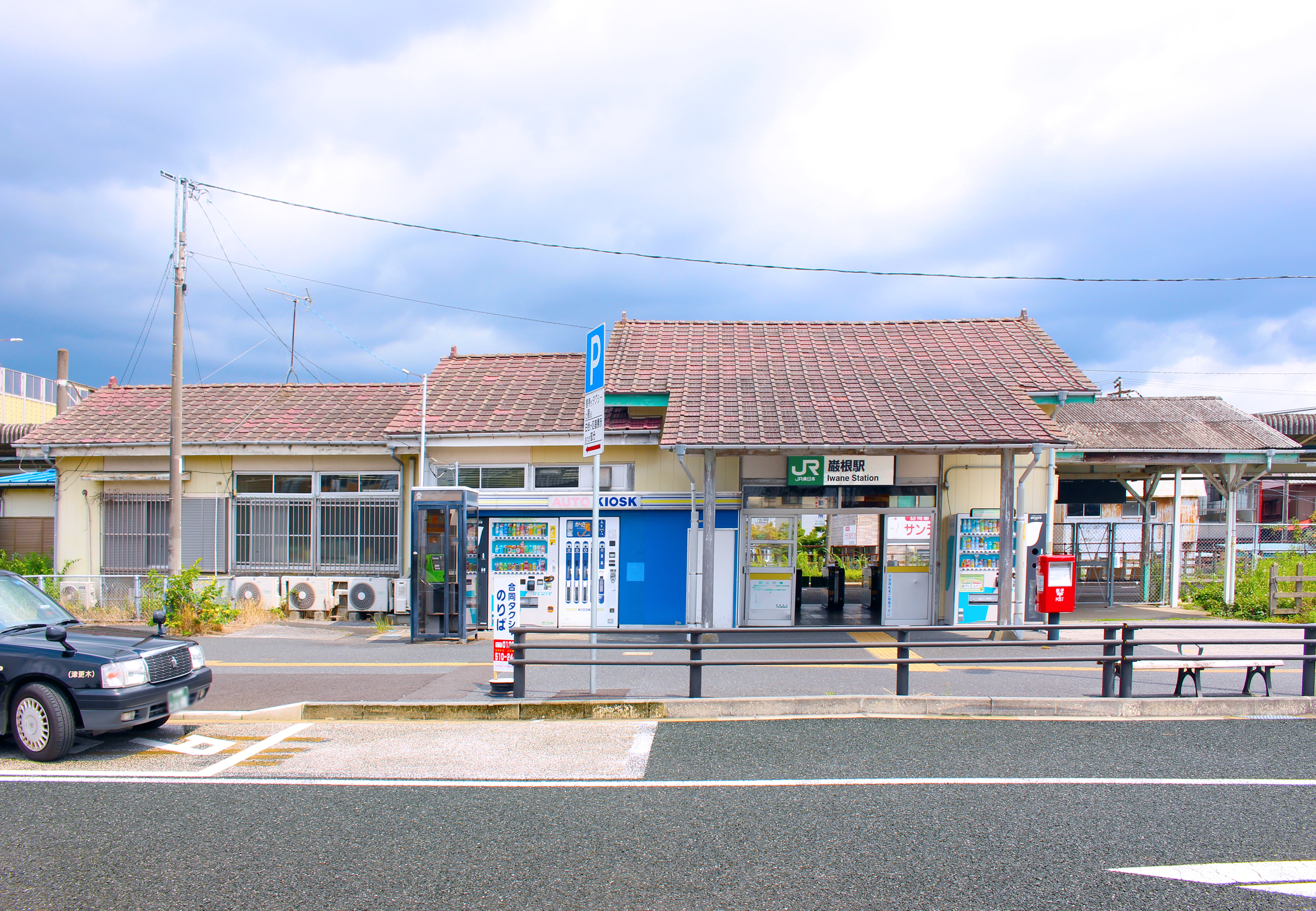
簡易Suica改札機変更前の駅舎（2024年6月）

### 快速停車にまつわる議論
当駅は、2009年（平成21年）3月14日以降は内房線の快速列車運行区間（蘇我駅 - 君津駅・上総湊駅間）で、2010年（平成22年）12月4日以降は外房線の直通区間（千葉駅 - 蘇我駅間）も含め、唯一の快速列車通過駅となった。
当駅における快速列車の停車は2009年に地元自治会や商業団体などが組織した推進団体 により木更津市に要望書を提出するなどの活動が行われたのち、2011年（平成23年）3月にJRと市の間で合意がなされている。しかし、ホームの延伸など設備改良を行ったうえで実施する予定だったものの、同月に発生した東日本大震災に伴うJRの設備投資（復旧）計画変更の影響により実現していない。
木更津市は快速停車について、京葉線快速を先行停車させる方向でJR東日本と協議していたが、2015年（平成27年）3月のダイヤ改正で京葉線快速の停車が実現することとなった。
一方、総武線快速はホームの延伸が必要な為実現しておらず、京葉線快速の停車が実現してから設備の改良は行われていない。
同様の問題は総武線快速が直通する横須賀線の田浦駅でも見られるが、こちらはドアカットを実施することにより対処している。

## 駅構造
相対式ホーム2面2線を有する地上駅で、駅舎は上りホーム側に立地する。互いのホームは跨線橋で連絡している。ホームは嵩上げされていない。木造駅舎を有する。
木更津統括センター管理の業務委託駅で、JR東日本ステーションサービスが駅業務を受託している。東口の完成に合わせ西口の自動改札機は撤去され、現在は簡易Suica改札機、自動券売機、自動精算機が設置されている。かつては「もしもし券売機Kaeruくん」（営業時間は6時から21時）も設置されていたが、2012年（平成24年）2月23日に廃止された。

### のりば
| 番線 | 路線    | 方向 | 行先             |
| ---- | ------- | ---- | ---------------- |
| 1    | ■内房線 | 上り | 千葉・東京方面   |
| 2    | ■内房線 | 下り | 木更津・館山方面 |

（出典：JR東日本:駅構内図）
- ホームの有効長は10両編成分である。このため、11両以上ある総武快速線からの列車は全列車が通過する。

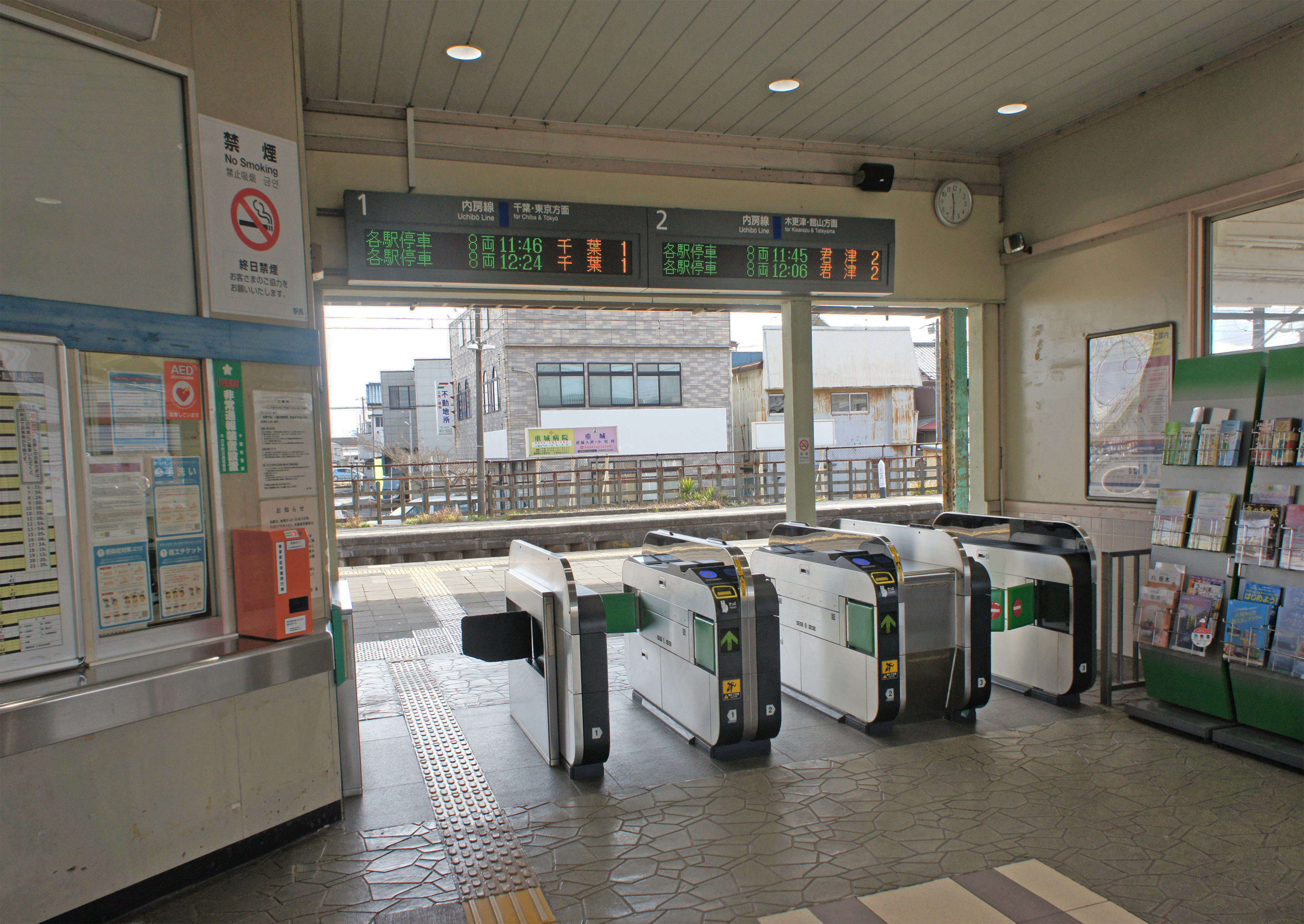
改札口（2022年1月）
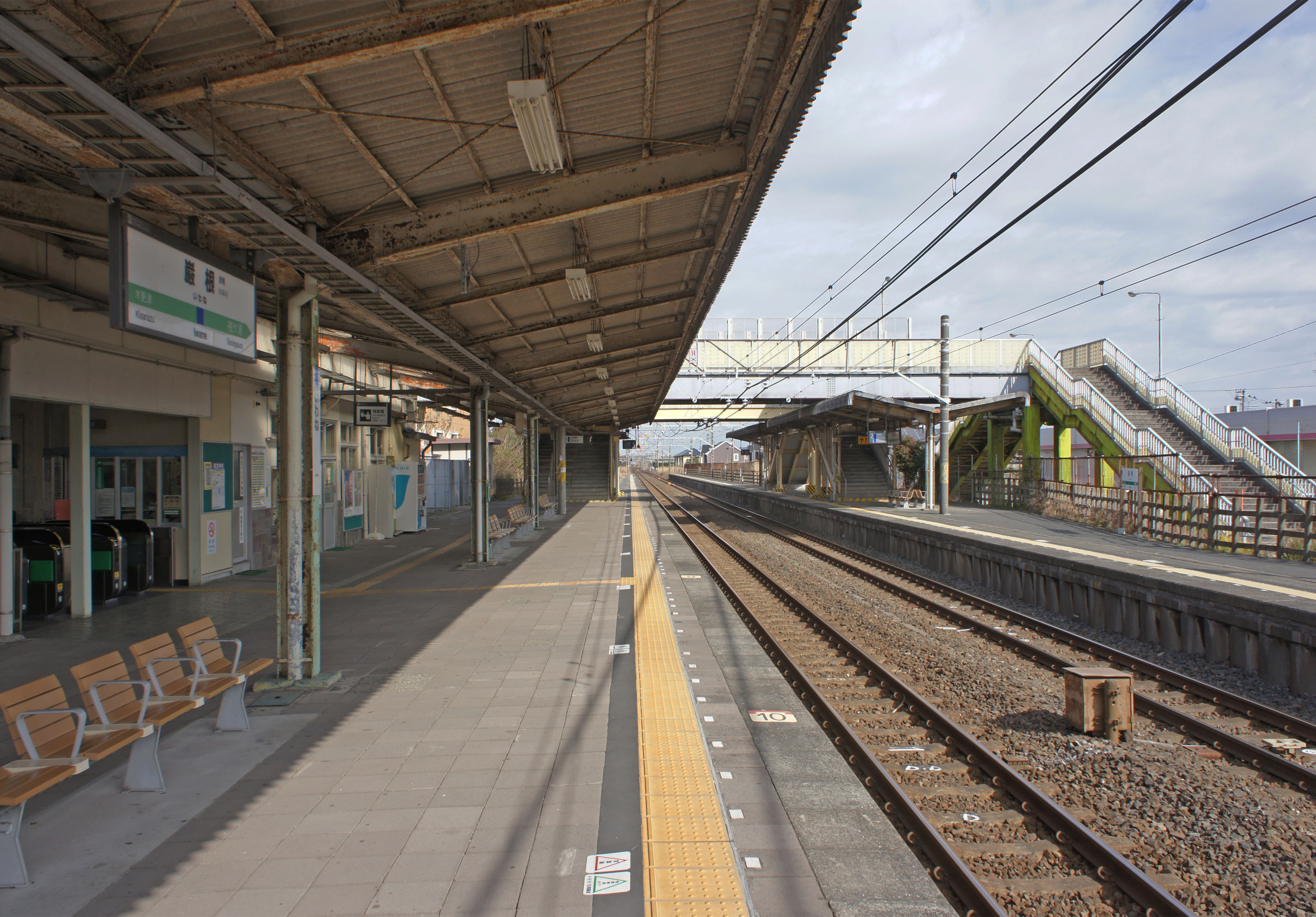
1番線ホーム（2022年1月）
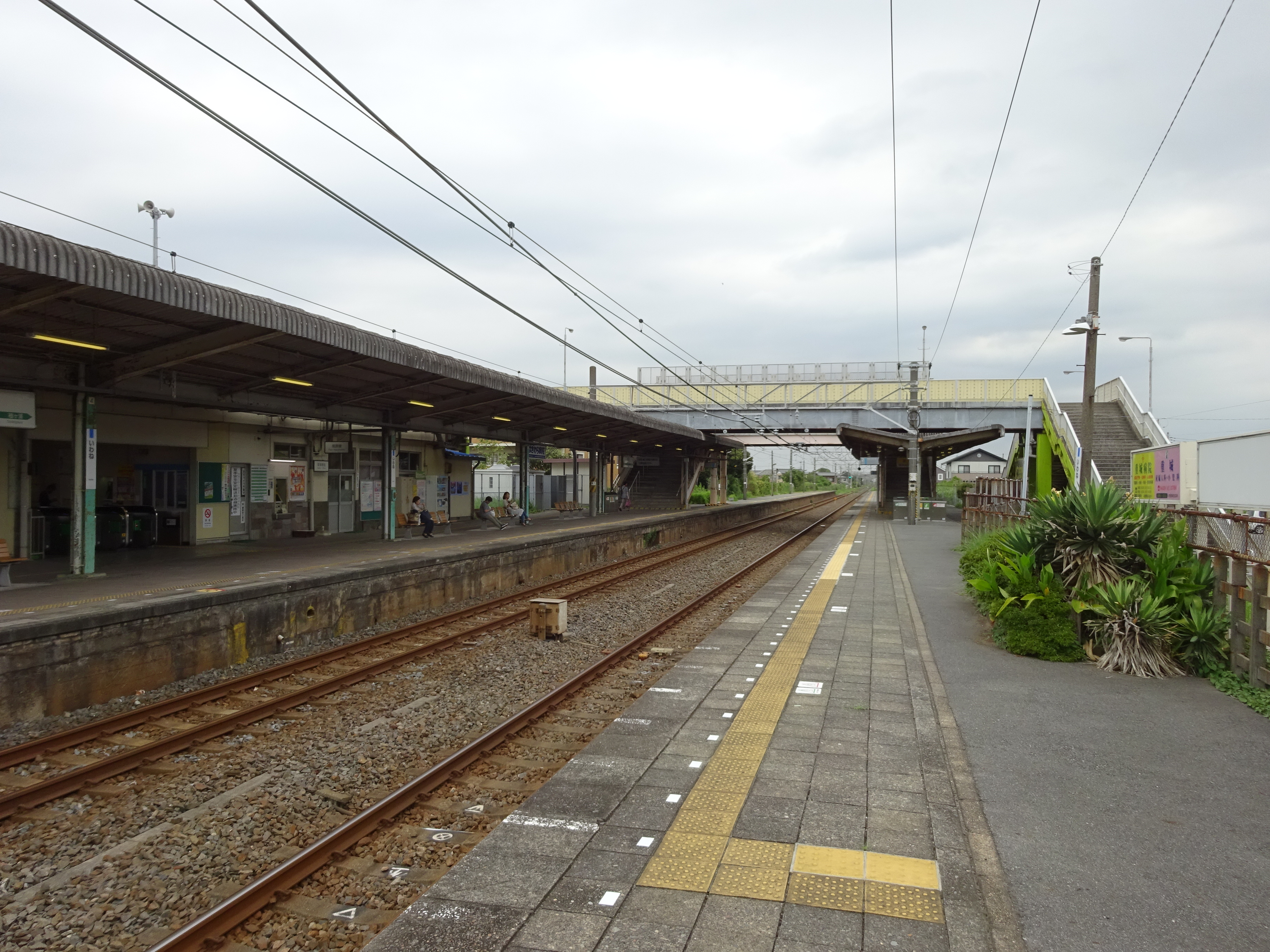
2番線ホーム（2016年8月）

## 利用状況
2023年度（令和5年度）の1日平均乗車人員は1,580人である。内房線千葉駅 - 君津駅間では最も少ない。
JR東日本および千葉県統計年鑑によると、1990年度（平成2年度）以降の1日平均乗車人員の推移は下記の通り。
| 年度               | 1日平均 乗車人員 | 出典     |
| ------------------ | ---------------- | -------- |
| 1990年（平成02年） | 3,074            | [ * 1 ]  |
| 1991年（平成03年） | 3,090            | [ * 2 ]  |
| 1992年（平成04年） | 3,108            | [ * 3 ]  |
| 1993年（平成05年） | 3,142            | [ * 4 ]  |
| 1994年（平成06年） | 3,112            | [ * 5 ]  |
| 1995年（平成07年） | 3,084            | [ * 6 ]  |
| 1996年（平成08年） | 2,958            | [ * 7 ]  |
| 1997年（平成09年） | 2,744            | [ * 8 ]  |
| 1998年（平成10年） | 2,610            | [ * 9 ]  |
| 1999年（平成11年） | 2,575            | [ * 10 ] |
| 2000年（平成12年） | 2,499            | [ * 11 ] |
| 2001年（平成13年） | 2,469            | [ * 12 ] |
| 2002年（平成14年） | 2,404            | [ * 13 ] |
| 2003年（平成15年） | 2,313            | [ * 14 ] |
| 2004年（平成16年） | 2,233            | [ * 15 ] |
| 2005年（平成17年） | 2,194            | [ * 16 ] |
| 2006年（平成18年） | 2,135            | [ * 17 ] |
| 2007年（平成19年） | 2,148            | [ * 18 ] |
| 2008年（平成20年） | 2,153            | [ * 19 ] |
| 2009年（平成21年） | 2,038            | [ * 20 ] |
| 2010年（平成22年） | 1,935            | [ * 21 ] |
| 2011年（平成23年） | 1,900            | [ * 22 ] |
| 2012年（平成24年） | 1,913            | [ * 23 ] |
| 2013年（平成25年） | 1,874            | [ * 24 ] |
| 2014年（平成26年） | 1,800            | [ * 25 ] |
| 2015年（平成27年） | 1,821            | [ * 26 ] |
| 2016年（平成28年） | 1,801            | [ * 27 ] |
| 2017年（平成29年） | 1,767            | [ * 28 ] |
| 2018年（平成30年） | 1,755            | [ * 29 ] |
| 2019年（令和元年） | 1,715            | [ * 30 ] |
| 2020年（令和02年） | 1,378            | [ * 31 ] |
| 2021年（令和03年） | 1,461            | [ * 32 ] |
| 2022年（令和04年） | 1,523            | [ * 33 ] |
| 2023年（令和05年） | 1,580            |          |

## 駅周辺

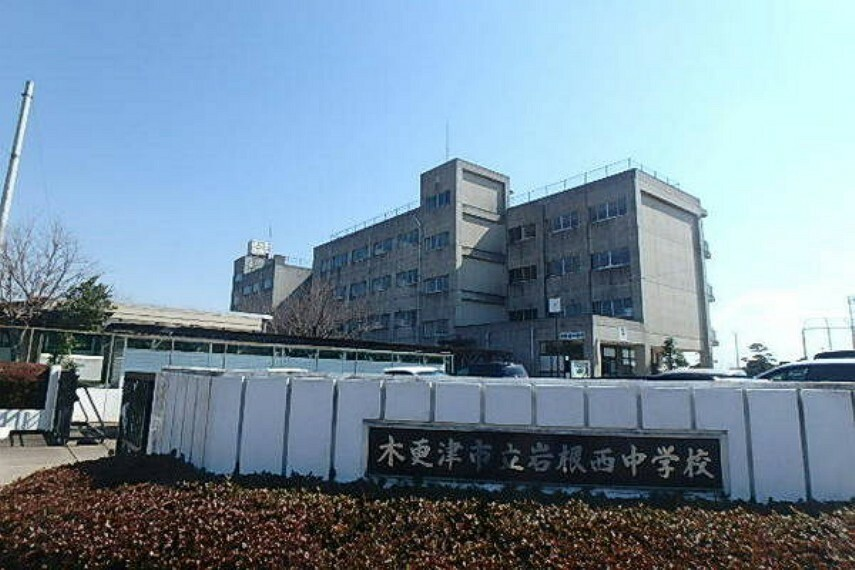
木更津市立岩根西中学校

西口駅前ロータリーから千葉県道235号巌根停車場線、東口から東側約700メートル先に千葉県道270号木更津袖ケ浦線が通る。
- かずさアクアシティ
- ソニーマーケティング 岩根工場
- 木更津市役所 岩根連絡所
- 木更津市岩根公民館
- 木更津駐屯地 木更津分屯基地
- 航空自衛隊第4補給処 木更津支処
- 木更津病院
- 玄々堂木更津クリニック
- 巌根郵便局
- 木更津市立岩根西中学校
- 木更津市立岩根中学校
- 木更津市立岩根小学校
- 木更津市立金田小学校
- 木更津市立金田中学校
- 尾張屋 岩根店
- おどや 江川店
- ウエルシア 木更津岩根店
- ヤックスドラッグ 木更津江川店
- しまむら 岩根店

## バス路線
小湊鉄道によって運行されている。三井アウトレットパーク 木更津は1時間に2本程度の運転である木更津駅より近い位置にあるが、1日に1本程度の運転である。
- 三井アウトレットパーク行
- 木更津駅西口行

## 隣の駅
東日本旅客鉄道（JR東日本）
■内房線
■快速（総武線経由）
通過
■快速（京葉線経由）・■普通（各駅停車）
袖ケ浦駅 - 巌根駅 - 木更津駅

### 記事本文